# Torstävaviken
Torstävaviken  är en bebyggelse vid norra stranden av viken Torstävaviken, sydost om Karlskrona i Karlskrona kommun.  Bebyggelsen klassas sedan 2020 som en småort.